# Boomkat
Boomkat è un duo pop elettronico statunitense. È formato da Kellin e Taryn Manning, fratello e sorella. L'album di debutto del gruppo è stato Boomkatalog.One (2003) ed è stato seguito da A Million Trillion Stars (2009).

## Discografia
- 2003 – Boomkatalog.One
- 2009 – A Million Trillion Stars